# Juliusplate (Naturschutzgebiet)
Die Juliusplate ist ein Naturschutzgebiet auf der gleichnamigen ehemaligen Weserinsel in der niedersächsischen Gemeinde Berne im Landkreis Wesermarsch.

## Allgemeines
Das Naturschutzgebiet mit dem Kennzeichen NSG WE 263 ist rund 79 Hektar groß. Es ist fast vollständig Bestandteil des FFH-Gebietes „Nebenarme der Weser mit Strohauser Plate und Juliusplate“. Im Südosten grenzt es an das Landschaftsschutzgebiet „Warflether Sand/Juliusplate“. Das Gebiet steht seit dem 13. Dezember 2007 unter Naturschutz. Zuständige untere Naturschutzbehörde ist der Landkreis Wesermarsch.

## Beschreibung
Das aus zwei Teilflächen bestehende Naturschutzgebiet liegt nordöstlich von Berne am linken Ufer der Weser auf der ehemaligen Weserinsel Juliusplate zwischen den Weserarmen Woltjenloch im Norden und Warflether Arm im Süden. Es stellt ein naturnahes, tidebeeinflusstes Überschwemmungsgebiet im Vorlandbereich des Weserdeichs unter Schutz. Im Schutzgebiet sind Röhrichte, Auwaldreste und Feuchtgebüsche, Grünlandflächen, Priele und Flusswatten sowie Stillgewässer zu finden.
Die Grünlandflächen werden teilweise extensiv landwirtschaftlich genutzt. Eine Besonderheit ist das Vorkommen der seltenen Schachblume auf den feuchten Wiesen im Schutzgebiet.
Das Naturschutzgebiet wird etwa mittig von der Bundesstraße 74 als Zufahrtsstraße zum Anleger der Fährverbindung Berne-Farge durchquert, welche die linke Weserseite mit dem Bremer Ortsteil Farge im Stadtteil Blumenthal auf dem gegenüberliegenden Weserufer verbindet. Nördlich der Bundesstraße befindet sich zwischen der Weser und der Grenze zum Schutzgebiet ein Campingplatz. Der im Osten des Naturschutzgebietes an der Einmündung des Warflether Arms gelegene Sandstrand darf als Badestelle genutzt werden.